# Le Petit Parisien

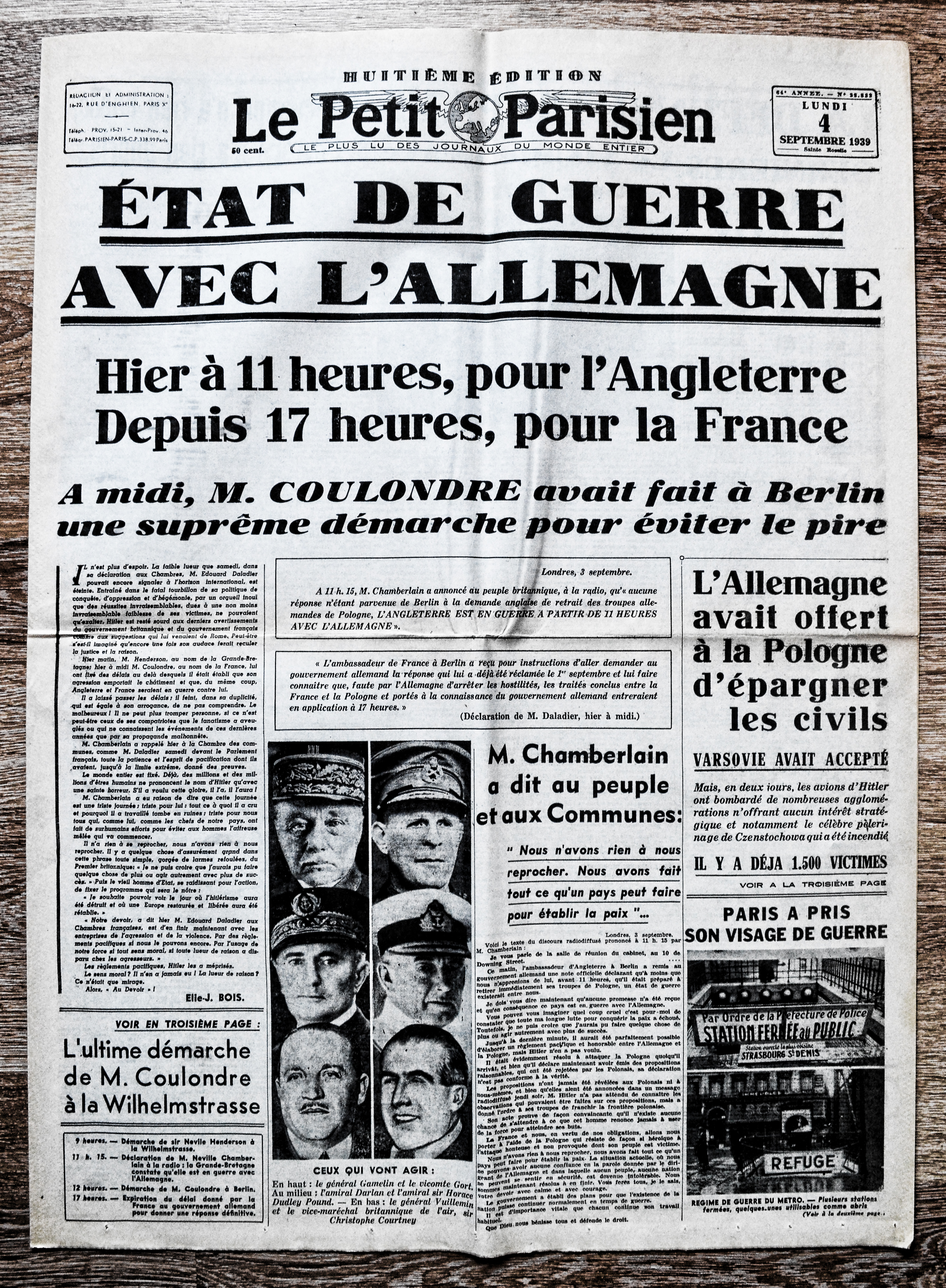
Головна сторінка 4 вересня 1939, заголовок про, через три дні після початку Другої світової війни

Le Petit Parisien (фр. вимова: [lə pəti paʁizjɛ̃]) — французька газета часів третьої Французької республіки, видавалася з 1876 по 1944 роки. Після Першої світової війни тираж перевищував 2 мільйони примірників.
Копії усіх випусків газети доступні у Національній бібліотеці Франції (сайт Gallica).